# Гуччи Мейн
Рэдрик Делантик Дэвис (англ. Radric Delantic Davis; род. 12 февраля 1980, Бессемер, Алабама), более известный под псевдонимом Gucci Mane (с англ. — «Гу́ччи Ме́йн»), — американский рэпер. Известность пришла к нему в 2005 году с выпуском альбома «Trap House», и последующими за ним альбомам «Hard to Kill» (2006), «Trap-A-Thon» и «Back to the Trap House». В 2009 был выпущен второй студийный альбом «The State vs. Radric Davis». Также Gucci Mane выпустил много микстейпов.
За то время, как Дэвис в конце 2005 отбывал полугодовое тюремное заключение за причинение физического вреда человеку, ему было предъявлено обвинение в убийстве. Позже с него были сняты обвинения в виду отсутствия улик. В 2009 он отсидел шесть месяцев в тюрьме за нарушение испытательного срока, введённого ему в 2005 году по обвинению в нападении на человека.

## Биография

### Детство
Рэдрик Делантик Дэвис родился в Бессемере (штат Алабама). Позже он переехал со своей матерью-одиночкой в Атланту (штат Джорджия). Он любил писать стихи ещё в детстве, и начал читать рэп в возрасте 14 лет. В 2001 году Дэвис вступил в La Flare on Str8 Drop Records. В 2002 году Дэвис был связан с SYS Records, а в 2004 году он выпустил сингл «Black Tee», - в  ответ на запись Dem Franchize Boyz «White Tee».

### 2005—2006:Trap HouseиHard to Kill
В 2005 Дэвис выпустил первый сольный альбом Trap House, в котором фигурировал успешный сингл с Young Jeezy «Icy». Споры за права на этот сингл стали причиной конфликта между рэперами. В 2006 был выпущен альбом Hard to Kill. В него был включён сингл «Freaky Girl». Песня заняла 12 место в Hot Rap Tracks, 19 место в Hot R&B/Hip-Hop Songs и 21 место в Hot 100.

### 2007:Back to the Trap House
Официальный ремикс «Freaky Girl», представленный Ludacris и Lil Kim, был включён в 2007 году в его дебютный альбом Back to the Trap House. Gucci Mane появился в сингле OJ da Juiceman «Make Tha Trap Say Aye» и начал работу над различными микстейпами. В мае 2009 года Gucci Mane подписал контракт с Warner Bros. Records.

### 2009—2010:The State vs. Radric Davis
Gucci Mane появился в ремиксах на песню «Boom Boom Pow» от The Black Eyed Peas, «Obsessed» Мэрайи Кэри и «5 Star Bitch» Yo Gotti, также он был приглашённым артистом в «Break Up» Mario (за 2009 год он 17 раз был приглашённым артистом). 8 декабря 2009 года Gucci Mane представил второй студийный альбом The State vs. Radric Davis, выпущенный на студии Warner Bros. Records. Его первый сингл «Wasted» совместно с рэпером Plies был создан по оригинальному микстейпу Mane Writing on the Wall 2009 года. Песня заняла 2 место в чарте Hot 100, 3-е место в Hot R&B/Hip-Hop Songs и 3-е место в Rap Songs, став самым успешным синглом в то время. В записи второго сингла «Spotlight» участвовал Ашер. Третий сингл — «Lemonade». Четвёртый сингл — «Bingo». 2 октября 2009 Gucci Mane занял 6 место в ежегодном списке MTV’s annual Hottest MC in the Game list.

### 2010—2012: The Appeal: Georgia’s Most Wanted и другие проекты
После освобождения из тюрьмы Gucci Mane заявил, что хотел бы начать или изменить название Icey Entertainment в 1017 Brick Squad Records. Новый релиз The Appeal: Georgia’s Most Wanted был выпущен 28 сентября 2010 года. Первый сингл с него был назван «Gucci Time», на продакшн от Swizz Beatz. Премьера на официальной странице MySpace Gucci Mane прошла  6 августа 2010 года. На сингле также присутствует Swizz Beatz, и трек был выпущен в США на городских радиостанциях 24 августа 2010 года.
18 марта 2011 года Gucci Mane выпустил свой 10-й EP The Return of Mr. Zone 6, в основном на продакшн от Drumma Boy. Он дебютировал на 18 месте Billboard 200. Альбом также дебютировал на 2 месте на Rap Albums Chart и 8 на R & B / Hip-Hop Albums Chart.
Он также выпустил совместный альбом с Waka Flocka Flame с названием Ferrari Boyz. Первый сингл «She Be Puttin On» при участии Slim Dunkin. Ferrari Boyz дебютировал на 21 месте в Billboard 200. Gucci Mane выпустил ещё один совместный альбом, на этот раз с рэпером V-Nasty, под названием BAYTL. Первый сингл альбома является «Whip Appeal» с P2theLA. . 5 февраля 2012 года Gucci Mane выпустил свой микстейп Trap Back. Гостями релиза стали Yo Gotti, Rock, Waka Flocka Flame, Jadakiss, 2 Chainz и Фьючер. Музыкальные видеоклипы были сняты на «Quiet», «Face Card», «In Love With a White Girl» с участием Yo Gotti, «Chicken Room» с участием Rocko и на трек «Sometimes» с участием Фьючера. Микстейп Trap Back был встречен положительными отзывами, получив 7.8 от Pitchfork Media, 7.5 от AllHipHop и «L» от XXL.
25 мая 2012 года Gucci Mane выпустил ещё один микстейп I’m Up. Музыкальные клипы были выпущены для песен «Supa Cocky», «Kansas» Jim Jones, «Wish You Would» с участием Verse Simmonds и «Too Damn Sexy» с участием Jeremih. Gucci Mane выпустил ещё один микстейп Trap God 17 октября 2012 года. В микстейпе приняли участие Waka Flocka Flame, Рик Росс, Фьючер, Мeek Mill, Birdman и другие.

### 2013: Trap House III and The State Vs. Radric Davis II: The Caged Bird Sings
12 февраля 2013 года Gucci Mane выпустил микстейп Trap God 2. К концу марта Gucci выпустил ещё три микстейпа — Free Bricks 2 c Young Scooter, Trap Back 2 и EastAtlantaMemphis c Young Dolph. Было объявлено, что в феврале 2013 года он выпустит новый студийный альбом Trap House III. Альбом был выпущен 21 мая 2013 года. 5 июня 2013 Gucci Mane объявил, что 1017 Brick Squad выпустят свой первый сборник под названием Big Money Talk.

### 2014-16: пребывание в тюрьме, множество проектов и освобождение из тюрьмы
Gucci Mane выпустил свою первую музыку в апреле 2014 года, совместный микстейп с Young Thug под названием Young Thugga Mane La Flare. Позже он реализовал ещё один совместный проект с 1017 Brick Squad, который называется Brick Factory Vol. 1,  - 24 мая 2014. Затем он выпустил три студийных альбома в один день, The Purple Album (с Young Thug), The Green Album (с Migos) и The White Album (с Peewee Longway), под общим названием World War 3D. Его восьмой альбом Trap House 4 был выпущен 4 июля 2014 г. В альбоме в качестве гостей были представлены такие исполнители, как  Chief Keef, Young Scooter, K Camp и Fredo Santana. 17 июля 2014 года он выпустил совместный альбом с Young Dolph и PeeWee Longway под названием Felix Brothers. 22 июля 2014 года Gucci Mane объявил, что он выпустит новый альбом, название которого The Oddfather день он возвращается в суд, который был 28 июля 2014 г. 15 августа 2014 года Gucci Mane выпустил свой десятый альбом цифровой Gucci Vs Guwop. Gucci выпустил последующей микстейп Brick Factory Vol. 2 3 сентября. 13 сентября Gucci выпустил бесплатный микстейп Return Of Mr. Perfect. 31 октября 2014 Gucci Mane и Chief Keef выпустили совместный микстейп Big Gucci Sosa. На Рождество Gucci Mane выпустил свой 13-й микстейп East Atlanta Santa с участием таких артистов, как Raury, Shawty Lo и OJ Da Juiceman, и микстейп C-Note Vs. Gucci. Проект был  составлен из старых композиций и новых записей. В общей сложности он выпустил более двенадцати проектов в 2014 году .
3 января 2015 Gucci Mane выпустил свой 14-й цифровой альбом под названием  "1017 Мафия: Заключенные под стражу". В свой день рождения 12 февраля 2015 года он выпустил третью часть своего проекта "Brick Factory". Вскоре 18 февраля 2015 года Gucci выпустил сюрприз-EP под названием Views Of Zone 6. Gucci Mane выпустил тройной альбом  20 марта 2015 года. В нем приняли участие музыканты из iLoveMakonnen, Waka Flocka, Chief Keef, Rich The Kid и другие.  25 декабря 2014 года Gucci выпустил микстейп East Atlanta Santa 2.
26 апреля 2016 года Gucci выпустил 36-трековый сборник песен на ITunes, состоящий из композиций Breakfast, Lunch, Dinner, Desert, объединённых в проект под названием Meal Ticket.

### 2016 — настоящее время: освобождение из тюрьмы и Everybody Looking
26 мая 2016 года Gucci Mane был освобождён из тюрьмы на пять месяцев раньше, так как пять месяцев он провёл в тюрьме в ожидании суда. На следующий день после освобождения Gucci выпустил первый сингл из нового альбома «First Day Out Tha Feds». 3 июня 2016 года Gucci появился участвовал в записи трека «Champions», первый сингл с Cruel Winter -  альбома лейбла Kanye West G.O.O.D. Music. 17 июня 2016 года Gucci Mane дал свой первый с момента выхода из тюрьмы концерт  в Атланте  в местном клубе. 25 июня 2016 года он объявил о выходе своего 9-го студийного альбома Everybody Looking. На следующий день он организовал концерт Gucci & Friends на Fox Theatre в Атланте, гостями были Fetty Wap, 2 Chainz, Фьючер и Дрейк.
После выхода из тюрьмы Gucci предстал перед поклонниками в другом свете, потеряв 45 кг и избавившись от наркозависимости. Вдобавок Gucci в Твиттере раскрыл смысл имени Guwop — God Unity Wisdom Opportunity Power (Бог Единство Мудрость Шанс Сила).
15 ноября 2022 года рэпер выпустил трек и клип «Letter to Takeoff», посвящённый жизни и смерти рэпера Takeoff.

## Проблемы с законом
В апреле 2001 года Дэвис был арестован по обвинению в хранении кокаина и был приговорён к трём месяцам тюремного заключения.
10 мая 2005 года на Дэвиса напала группа мужчин возле дома в Декейтере (штат Джорджия). Дэвис и его напарники выстрелили в эту группу, в результате чего один из нападавших погиб. Труп одного из нападавших, Хенри Ли Кларка III, был позже обнаружен рядом со средней школой. 19 мая 2005 Дэвис лично обратился к следователям в полицию, впоследствии ему было предъявлено обвинение в убийстве. Дэвис утверждал, что выстрелы, совершённые им и его знакомыми, были в целях самообороны. В январе 2006 районная прокуратура округа Де-Калб сняла обвинение в убийстве ввиду отсутствия улик. До этого, в октябре, по неизвестной причине Дэвис просил суд не оспаривать обвинение о нападении на человека, которое он совершил на учредителя ночного клуба в июне; обвинение в убийстве было снято в то время, когда Дэвис отбывал 6-месячный срок в тюрьме за это преступление. Дэвис вышел на свободу в конце января 2006 года.
В сентябре 2008 Gucci Mane был арестован за нарушение испытательного срока, отработав только 25 из 600 часов общественных работ, которые были ему назначены после ареста за нападение на человека в 2005 году. Его приговорили к году тюрьмы, но он был выпущен через полгода. Он был заключён под стражу в тюрьму округа Фултон (штат Джорджия)  и выпущен 12 мая 2010 года.
2 ноября 2010 Дэвис был арестован за вождение по встречной полосе, проезд на красный свет, проезд знака STOP, нанесение ущерба государственной собственности, затруднение движения, отсутствие водительского удостоверения и страховки и другие нарушения ПДД. Был отправлен в Grady Memorial Hospital.
4 января 2011 года судья Высшего суда округа Фултон штата Джорджия приказал заключить рэпера в психиатрическую клинику, согласно документам, предоставленными судом. В документах было сказано, что адвокаты рэпера 27 декабря составили специальное заявление, в котором говорилось об умственной недееспособности Дэвиса и утверждалось, что он не способен «продолжать и/или разумно участвовать в слушаниях, связанных с аннулированием его испытательного срока».
27 сентября 2013 года Gucci Mane посадили в тюрьму на полгода за нарушение правил поведения во время нового испытательного срока. После очередного ареста в сентябре этого года был признан виновным в незаконном хранении оружия и марихуаны, а теперь попался на мелком хулиганстве.
Он должен был остаться в тюрьме до 2015 года. Он был осуждён на 39 месяцев (а мог бы, как рецидивист, быть осужден и на десять лет по этой статье), но помогло признание собственной вины. Также на него наложен штраф в 250000 долларов. Несмотря на то, что он уже неоднократно отбывал тюремные сроки, этот стал для него самым продолжительным, после чего будет еще  три года испытательного срока.
9 апреля представители 1017 Records в Твиттере сообщили, что Gucci Mane выйдет на свободу 6 марта 2017 года.
27 мая 2016 года Gucci Mane вышел на свободу после двух лет тюрьмы.

## Личная жизнь
После выписки из больницы Gucci Mane посетил тату-салон и сделал татуировку на лице в виде конуса с мороженым. Mane заявил, что он сделал это тату, чтобы показать, как он проживает свою жизнь, «холодную, как лёд» (англ. «cold as ice»).
У Gucci Mane есть сын Кристин Дэвис (род. 2007) от Шины Эванс.
17 октября 2017 года Mane женился на своей девушке Кейши Каор. 23 декабря 2020 года у пары родился сын, которого назвали Айс Дэвис.

## Дискография
Студийные альбомы 
- 2005 — Trap House
- 2006 — Hard To Kill
- 2007 — Trap-A-Thon
- 2007 — Back To The Trap House
- 2009 — Murder Was The Case
- 2009 — The State vs. Radric Davis
- 2010 — The Appeal: Georgia’s Most Wanted
- 2011 — The Return of Mr. Zone 6
- 2011 — Ferrari Boyz (с Waka Flocka Flame)
- 2011 — BAYTL (с V-Nasty)
- 2013 — Trap House 3
- 2013 — The State Vs. Radric Davis II: The Caged Bird Sings
- 2016 — Everybody Looking
- 2016 — Woptober
- 2016 — The Return of East Atlanta Santa
- 2017 — Mr.Davis
- 2017 — El Gato: The Human Glacier
- 2018 — Evil Genius
- 2019 — Delusions of Grandeur
- 2019 — Woptober II
- 2019 — East Atlanta Santa 3
- 2021 — Ice Daddy